# استاریه بوگادی
استاریه بوگادی (انگلیسی: Staryye Bogady) یک شهرک در شهرستان بوزدیاکسکی باشقیرستان کشور روسیه است.